# Zhan Tong
Zhan Tong (xinès simplificat: 詹同, pinyin: Zhān Tóng; Nanhai, Guangdong, 1932 - Shanghai, 27 d'octubre de 1995) fou un dibuixant i animador xinés.
Es va graduar a l'Acadèmia Central de Belles Arts el 1956 i l'any següent es va incorporar a la Shanghai Animation Film Studio per dedicar-se a la creació de pel·lícules d'animació. El seu primer treball va ser a Zhu Baije Chi Xigua, sota la direcció de dos dels germans Wan, Wan Laiming i Wan Guchan.
El 1964 debuta com a director amb la pel·lícula d'animació amb titelles Nanfang Shaonian. En acabant la Revolució Cultural, també fou guionista de curts com Hualang Yiye.
El 1985 cofunda, juntament amb Wang Shuchen, Te Wei i Du Jianguo la revista Katong Shijie, dedicada al món del còmic i l'animació.